# Paramyia flava
Paramyia flava är en tvåvingeart som beskrevs av Papp 2001. Paramyia flava ingår i släktet Paramyia och familjen sprickflugor. Inga underarter finns listade i Catalogue of Life.